# Acartia tokiokai
Acartia tokiokai is een eenoogkreeftjessoort uit de familie van de Acartiidae. De wetenschappelijke naam van de soort is voor het eerst geldig gepubliceerd in 1942 door Mori.